# Provincia de Santiago
Provincia de Santiago är en av de sex provinser som Región Metropolitana de Santiago i Chile består av. Den är regionens folkrikaste provins och hade omkring 5 250 565 invånare år 2017. År 2002 hade provinsen omkring 4 659 048 invånare.
Den består av 31 kommuner av de 35 som storstadsområdet Gran Santiago utgörs av.[källa behövs]

## Kommuner
- Santiago
- Cerrillos
- Cerro Navia
- Conchalí
- El Bosque
- Estación Central
- Huechuraba
- Independencia
- La Cisterna
- La Florida
- San Ramón
- La Granja
- La Pintana
- La Reina
- Las Condes
- Lo Barnechea
- Lo Espejo
- Lo Prado
- Macul
- Maipú
- Ñuñoa
- Pedro Aguirre Cerda
- Peñalolén
- Providencia
- Pudahuel
- Quilicura
- Quinta Normal
- Recoleta
- Renca
- San Joaquín
- San Miguel
- Vitacura